# Démocrate Fédéraliste Indépendant
Die Partei Démocrate Fédéraliste Indépendant (kurz: DéFI, bis 2015 Fédéralistes démocrates francophones, kurz FDF, deutsch: demokratisch föderalistisch unabhängig) ist eine belgische Partei.

## Geschichte
Die am 11. Mai 1964 gegründete Front démocratique des francophones (FDF) existierte ursprünglich unter dem Namen Front démocratique des Bruxellois francophones (FDBF). Ihr Hauptanliegen war vor allem die Wahrung der Interessen der frankophonen Bevölkerung in der Region Brüssel-Hauptstadt und in der Provinz Flämisch-Brabant, auch wenn die Partei während der Wahlen von 1991 vor allem in den Provinzen Wallonisch-Brabant und Hennegau versucht hat, Fuß zu fassen. Die Etablierung außerhalb der Hauptstadtregion Brüssel ist der Partei allerdings bis heute nicht gelungen.
In den flämischen Medien wurde die Partei gelegentlich als „antiflämisch und rassistisch“ bezeichnet, was von Parteianhängern jedoch bestritten wird.
Lange Zeit hat die FDF mit dem Rassemblement Wallon, einer wallonischen Partei zusammengearbeitet. Die beiden Parteien bildeten eine gemeinsame Parlamentarische Arbeitsgruppe und gemeinsame Wahllisten für die Parlamentswahl am 31. März 1968. Eine Schlüsselfigur der FDF war Roger Nols, der von 1970 bis 1989 Bürgermeister der belgischen Stadt Schaarbeek und als harter Gegner der Einwanderung sehr umstritten war.
Von 1977 bis 1980 war die FDF zweimal in der belgischen Regierung vertreten.
Als Folge der Einführung neuer Gesetze zur öffentlichen Parteienfinanzierung, welche nun abhängig von der Präsenz im Senat war, worin die FDF aber nur mit einem Sitz vertreten war, bildete die Partei ab 1992 ein Bündnis mit der Parti réformateur libéral. Dieses drückte sich vor allem in gemeinsamen Listen für Wahlen auf nationaler wie kommunaler Ebene aus. Durch diesen Zusammenschluss erreichte das Bündnis bei den Wahlen zur Abgeordnetenkammer in den Jahren 1995 und 1999 jeweils etwa 10 %, wodurch die Partei eine ernstzunehmende Größe auf nationaler Ebene erreichte.
Am 24. März 2002 gründete die FDF zusammen mit der Parti réformateur libéral (PRL), der PFF (Partei für Freiheit und Fortschritt) und der MCC (Mouvement des Citoyens pour le Changement), den Mouvement Réformateur (MR). Im September 2011 traten die FDF aus diesem Bündnis jedoch wieder aus.
Am 19. März 2006 wurde der amtierende Präsident Olivier Maingain wiedergewählt, nachdem sein Widersacher Didier Gosuin seine Kandidatur zurückgezogen hatte. Im Januar 2010 wurde die Partei in Fédéralistes démocrates francophones umbenannt, im November 2015 wurde die Partei in Démocrate Fédéraliste Indépendant umbenannt. Nachfolger Maingains an der Spitze von DéFI ist seit Anfang Dezember 2019 François De Smet.
Die politischen Schwerpunkte der Partei haben sich innerhalb der letzten Jahrzehnte verschoben. Die Vertretung der Frankophonie steht mittlerweile nicht mehr im Mittelpunkt. Die Partei setzt sich für einen laizistisch geprägten gestärkten Föderalstaat ein und betont das freie Unternehmertum, wobei auch der Sozialstaat befürwortet wird. Défi setzt sich für erneuerbare Energien ein, lehnt aber auch nicht die Atomenergie ab.
Im Wahlkampf kam es 2024 zu einem schweren offen ausgetragenen Streit zwischen dem vormaligen Vorsitzenden Olivier Maingain und dem damaligen Vorsitzenden François De Smet um die korrekte Aufstellung der Wahllisten. Bei der darauf folgenden schweren Wahlniederlage bei der Wahl zur Abgeordnetenkammer trat François De Smet zurück, und am 5. Juli 2024 wurde die 37-jährige ehemalige Kammerabgeordnete Sophie Rohonyi zur neuen Vorsitzenden gewählt, sie ist damit nach Antoinette Spaak (1977–1982, damals noch unter dem Namen „FDF“) die zweite Frau an der Spitze von DéFI.

## Wichtige Persönlichkeiten
- Bernard Clerfayt
- Georges Clerfayt
- Léon Defosset
- Didier Gosuin
- André Lagasse
- Olivier Maingain, amtierender Präsident der Partei
- Roger Nols
- François Persoons
- Basile Risopoulos
- François Roelants du Vivier
- Antoinette Spaak